# Prison de Borj Erroumi
La prison de Borj Erroumi est un établissement pénitentiaire tunisien situé dans la ville de Bizerte, dans le gouvernorat du même nom.

## Description
La prison de Borj Erroumi, connue aussi sous le nom prison Nadhour, est longtemps synonyme d'enfer carcéral pour les prisonniers politiques sous les régimes de Habib Bourguiba et Zine el-Abidine Ben Ali. Plusieurs militants politiques sont incarcérés et torturés dans cette prison dans des conditions jugées inhumaines,.
En 2012, au lendemain de la révolution tunisienne, il est envisagé de transformer la prison en musée, mais le projet est abandonné à cause du nombre important des détenus.
Elle a une capacité de 1 000 places.

## Détenus notables
Parmi les personnalités politiques qui ont été incarcérées dans cette prison figurent :
- Sahbi Atigue
- Noureddine Ben Khedher
- Sadok Ben Mhenni
- Ali Ben Salem
- Mohamed Salah Fliss
- Gilbet Naccache